# Ki Mi-sook
Ki Mi-sook (26 de dezembro de 1967) é uma ex-handebolista sul-coreana. campeã olímpica.
Fez parte da geração de ouro sul-coreana, medalha de ouro, em Seul 1988.